# Obsjtina Gălăbovo
Obsjtina Gălăbovo (bulgariska: Община Гълъбово) är en kommun i Bulgarien.   Den ligger i regionen Stara Zagora, i den centrala delen av landet, 230 km öster om huvudstaden Sofia.
Obsjtina Gălăbovo delas in i:
- Aprilovo
- Glavan
- Iskritsa
- Mednikarovo
- Musatjevo
- Mădrets
- Obrutjisjte
- Pomosjtnik